# Moralità signore-servo

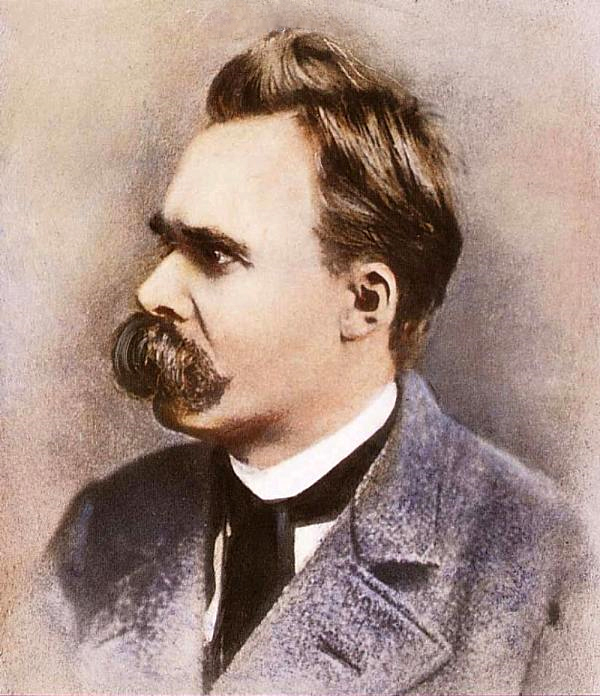
Friedrich Nietzsche

La moralità signore-servo è un tema centrale nelle opere del filosofo tedesco Friedrich Nietzsche, in particolare nella Genealogia della morale. Nietzsche sosteneva che vi erano due tipi fondamentali di moralità: la morale del signore e la morale del servo. La moralità del padrone pesa azioni su di una scala di conseguenze buone o cattive, a differenza della morale dello schiavo, che pesa le azioni su una scala di intenzioni buone o cattive. Ciò che Nietzsche intende per "moralità" si discosta dalla comune comprensione di questo termine.
Per Nietzsche, una determinata morale è inseparabile dalla formazione di una cultura particolare. Ciò significa che il suo linguaggio, i codici, le pratiche, i racconti e le istituzioni sono plasmati dalla lotta tra questi due tipi di valutazione morale. Per Nietzsche, la morale padrone-schiavo costituisce la base di tutte le esegesi del pensiero occidentale. Mentre la morale degli schiavi valorizza cose come la bontà, l'umiltà e l'amicizia; la moralità del padrone valorizza invece l'orgoglio, la forza e la nobiltà.

## La moralità del signore
Nietzsche definisce la morale del padrone come la moralità del tenace. Nietzsche critica la visione, che egli identifica con l'ideologia contemporanea britannica, che è bene tutto ciò che è utile, mentre tutto ciò che è male è ciò che è dannoso. Egli sostiene che questo punto di vista ha dimenticato le origini dei valori, e quindi chiama ciò che è buono utile per abitudine - ciò che è utile è sempre stato definito come buono, quindi l'utilità è la bontà come un valore. Nietzsche continua spiegando che allo stato preistorico, "il valore o il non-valore di un'azione è stato derivato dalle sue conseguenze", ma in ultima analisi, "Non ci sono affatto fenomeni morali, ma solo interpretazioni morali dei fenomeni". Per questi uomini moralmente determinati, il buono è il nobile, forte e potente, mentre il cattivo è il debole, vile, timido e piccolo.
L'essenza della moralità del padrone è la nobiltà. Altre qualità che sono spesso valutate nella morale del padrone sono l'apertura mentale, il coraggio, la sincerità, la fiducia e un senso preciso di autostima. La moralità del padrone inizia nel nobile con un'idea spontanea del bene; allora l'idea di una cattiva sviluppa come ciò che non è buono. "Il tipo nobile di uomo sperimenta sé stesso come determinare i valori, non ha bisogno di approvazione; giudica, affermando che "ciò che è dannoso per me è dannoso in sé". Egli sa di essere colui che concede l'onore alle cose; questa è la creazione dei valori. In questo senso, la moralità del padrone è il pieno riconoscimento che il sé stesso è la misura di tutte le cose; quindi come qualcosa è utile all'uomo tenace, è come essa viene valorizzata dallo stesso. Perciò, l'uomo tenace valuta questo tipo di cose come delle cose buone. I padroni sono i creatori della moralità; gli schiavi rispondono alla morale del maestro con la loro morale, quella dello schiavo.

## La moralità del servo
A differenza dei padroni, la moralità è il sentimento, la morale degli schiavi è letteralmente ri-sentimento - rivalutando quelli che sono i valori del padrone. Questo allontana dalla valutazione di azioni basate sulle conseguenze per la valutazione delle azioni basate sull' "intenzione". Come la moralità del padrone ha origine nel forte, la morale degli schiavi ha origine nei deboli. Poiché la morale degli schiavi è una reazione contro l'oppressione, essa incattivisce i suoi oppressori. La morale degli schiavi è l'inverso della morale del padrone. Come tale, essa è caratterizzata dal pessimismo e dal cinismo. La morale degli schiavi è stata creata in opposizione ai valori che la moralità del padrone ritiene buoni. La morale da schiavi non mira ad esercitare la volontà dell'individuo con la forza, ma dalla sua cauta sovversione. Essa non cerca di superare i padroni, ma di renderli anch'essi schiavi. L'essenza della morale degli schiavi è l'utilità: il bene è la cosa più utile per tutta la comunità, non il forte.
Nietzsche ha visto questo concetto come una contraddizione. Dal momento che i potenti sono numericamente pochi rispetto alle masse dei deboli, i deboli ottengono il potere corrompendo i forti facendogli credere che le cause della schiavitù (cioè la volontà di potenza) sono un male, come lo sono le qualità che originariamente non potevano scegliere a causa della loro debolezza. Dicendo che l'umiltà è volontaria, la morale degli schiavi evita di ammettere che la loro umiltà era nel principio imposto loro dal padrone. I principi biblici di porgere l'altra guancia, l'umiltà, la carità e la pietà sono il risultato dell'universalizzazione della condizione dello schiavo su tutta l'umanità e, quindi, la conseguente riduzione in schiavitù dei padroni. "Il movimento democratico è l'eredità del cristianesimo". La democrazia è la manifestazione politica della morale dello schiavo, a causa della sua ossessione per la libertà e per l'uguaglianza.

## Società
Questa lotta morale tra padrone e schiavo ricorre spesso anche nella storia. Secondo Nietzsche, le società dell'Antica Grecia e dell'Antica Roma erano basate sulla moralità del padrone. L'eroe omerico è l'uomo tenace, e le radici classiche dell'Iliade e dell'Odissea hanno esemplificato la morale del padrone teorizzata da Nietzsche. Egli chiama gli eroi "uomini di cultura nobile", dando un esempio sostanziale della moralità del padrone. Storicamente, la moralità del padrone è stata sconfitta dalla morale degli schiavi del cristianesimo, che si espande in tutto l'Impero romano.
Secondo Nietzsche, la lotta fondamentale tra le culture è sempre stata quella tra la cultura romana (conquistatore, forte) e quella giudea (servo, debole). Egli condanna il trionfo della morale degli schiavi in Occidente, dicendo che il movimento democratico è la "degenerazione collettiva dell'uomo". Nietzsche afferma che il nascente movimento democratico del suo tempo era sostanzialmente servile e debole. La debolezza ha conquistato la forza, lo schiavo ha conquistato il padrone, il risentimento ha conquistato il sentimento. Questo risentimento Nietzsche lo chiama "spirito di vendetta sacerdotale", che è la gelosia dei deboli che cercano di rendere schiavo il forte con sé stessa. Per Nietzsche, tali movimenti sono stati ispirati dalla "rivincita più intelligente" dei deboli. Nietzsche ha visto la democrazia e il cristianesimo come lo stesso impulso castrante che ha cercato di rendere tutti uguali, di rendere tutti degli schiavi.
Nietzsche, tuttavia, non crede che gli esseri umani dovrebbero adottare la morale del padrone come tutto il fine dell'essere come un codice di comportamento - egli disse che la rivalutazione dei valori serve per correggere le incongruenze sia nella morale del padrone che in quella morale dello schiavo - ma semplicemente che la moralità del padrone era preferibile alla morale degli schiavi, anche se questo è discutibile. Walter Kaufmann non è d'accordo che Nietzsche preferisse la morale dei padroni alla morale degli schiavi. Egli attribuisce sicuramente alla morale degli schiavi un periodo molto più difficile, ma questo è in parte perché crede che la morale degli schiavi sia il pericolo più imminente della società moderna.
L'Anticristo era stato inteso come il primo libro in quattro libri della serie Verso una Rivalutazione di Tutta la Morale, che avrebbero potuto rendere le sue idee e le sue opinioni più chiare ed esplicite, ma Nietzsche fu colpito dal collasso mentale che lo rese incapace di scrivere gli ultimi tre libri.